# Schärding (huyện)
Bezirk Schärding là một huyện của bang Thượng Áo ở Áo.

## Các đô thị
Các thị xã (Städte) bằng chữ đậm; các phố thị (Marktgemeinden) bằng chữ xiên, các khu ngoại ô, làng và các đơn vị khác của một đô thị được hiển thị bằngchữ nhỏ.
- Altschwendt
- Andorf
- Brunnenthal
- Diersbach
- Dorf an der Pram
- Eggerding
- Engelhartszell an der Donau
- Enzenkirchen
- Esternberg
- Freinberg
- Kopfing im Innkreis
- Mayrhof
- Münzkirchen
- Raab
- Rainbach im Innkreis
- Riedau
- Schardenberg
- Schärding
- Sigharting
- Sankt Aegidi
- Sankt Florian am Inn
- Sankt Marienkirchen bei Schärding
- Sankt Roman
- Sankt Willibald
- Suben
- Taufkirchen an der Pram
- Vichtenstein
- Waldkirchen am Wesen
- Wernstein am Inn
- Zell an der Pram